# Monardella candicans
Monardella candicans är en kransblommig växtart som beskrevs av George Bentham. Monardella candicans ingår i släktet Monardella och familjen kransblommiga växter. Inga underarter finns listade i Catalogue of Life.